# Geitenhoefwinde
De geitenhoefwinde (Ipomoea pes-caprae) is een plant uit de windefamilie (Convolvulaceae). Het is een plant met tot 30 m lange, stevige stengels, die over het zand kruipen. De vlezige bladeren zijn afwisselend geplaatst, in omtrek bijna rechthoekig-langwerpig tot overdwars elliptisch, 3-12 cm lang en breed. De bladeren hebben een meer of minder diepe, breed driehoekige insnijding aan de top. De bladvorm doet denken aan de pootafdruk van geiten.
De roze tot violette bloemen groeien solitair of zelden in groepen van enkele stuks in de bladoksels. De kelkbladen zijn 0,5-1,5 cm lang, de buitenste kelkbladen zijn kleiner dan de binnenste. De bloemkroon is 3-7 cm lang en trechtervormig. De bloemen gaan in de ochtend open en zijn 's middags al uitgebloeid De 1-2 cm grote vruchten zijn rond-afgeplat tot eivormig. De vruchten zijn tweehokkig en splijten met vier kleppen open, waarbij vier grote, zwarte, meestal behaarde zaden tevoorschijn komen.
De geitenhoefwinde komt vrij algemeen voor aan vrijwel alle tropische kusten en soms ook langs de grotere binnenzeeën. De plant heeft zich door drijvende zaden en wortelende stengelfragmenten bijna overal in de tropen zonder tussenkomst van de mens weten te vestigen. De plant kan op elke stengelknoop wortelen, waarbij hij het zand bindt en bijdraagt aan de vastlegging van stranden.
In Maleisië worden met het stengelsap van de geitenhoefwinde steekwonden van giftige vissen behandeld.

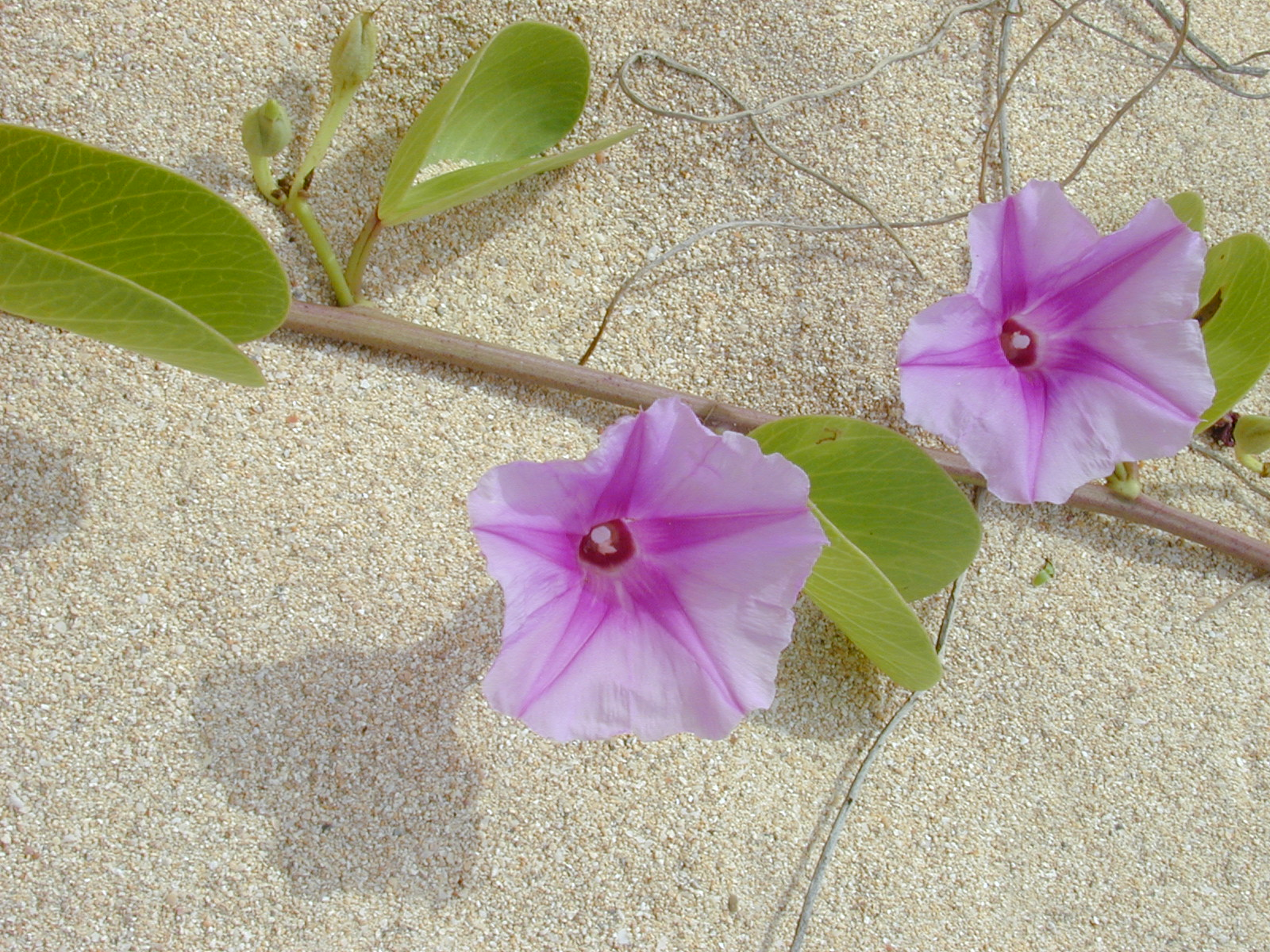
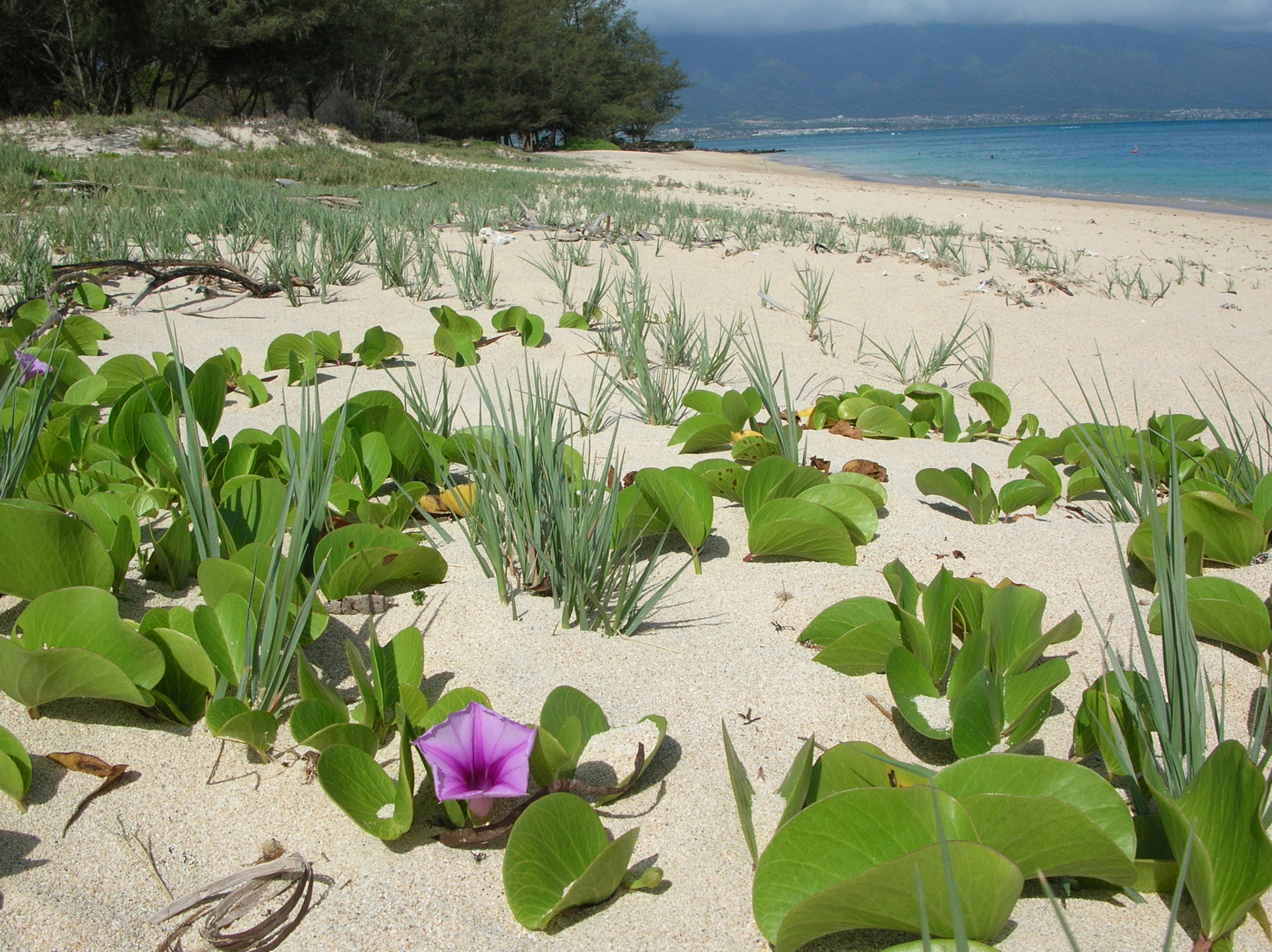

... · 
I. alba (Maanbloem) · 
I. aquatica (Waterspinazie) · 
I. batatas (Zoete aardappel) · 
I. cairica (Kairowinde) · 
I. indica · 
I. lobata (Spaanse vlag) · 
I. pes-caprae (Geitenhoefwinde) · 
I. quamoclit (Kardinaalswinde) · 
...